# Parța
Parța (en hongrois : Parác, en allemand : Paratz) est une commune du județ de Timiș en Roumanie.